# Béatrice von Boch-Galhau
Béatrice von Boch-Galhau, geb. Béatrice Dodd (* 1. August 1914 in Wentorf bei Hamburg; † 13. März 2011 in Mettlach) war eine deutsche Unternehmerin und Mäzenin.

## Leben
Sie war die Tochter des britischen Kaufmanns Arthur Edgar Dodd und seiner Hamburger Frau Emilia geb. Tiefenbacher. Im September 1935 heiratete sie den seit 1932 amtierenden Generaldirektor und damals noch kleineren Gesellschafter in der siebten Generation von Villeroy & Boch, Luitwin von Boch-Galhau (1906–1988). Unter dem Management von Luitwin von Boch-Galhau erlebte die Firma Villeroy & Boch, auch dank ihrer Unterstützung, einen beispiellosen Aufstieg zu einem der 100 größten deutschen Unternehmen. Das Unternehmen hatte im Jahr 1970 einen Umsatz von 579 Millionen DM. Luitwin von Boch-Galhau wurde über die Jahre zum größten Gesellschafter von V & B. Das Paar bekam zwischen 1936 und 1949 fünf Kinder, darunter Luitwin Gisbert von Boch-Galhau und Milicent Prinzessin zu Solms-Hohensolms-Lich.
Béatrice von Boch-Galhau engagierte sich zeitlebens für elternlose Kinder. Sie war 1957 Initiatorin und 1959 Gründerin des SOS-Kinderdorf Saar in Merzig-Hilbringen. Sie unterstützte zahlreiche weitere Projekte und wurde am 16. September 1969 für ihr Engagement mit dem Bundesverdienstkreuz 1. Klasse geehrt.
1970 wurde sie von Kardinal-Großmeister Eugène Kardinal Tisserant zum Ritter des Ritterordens vom Heiligen Grab zu Jerusalem ernannt und am 5. Dezember 1970 im Kölner Dom durch Lorenz Kardinal Jaeger, Großprior der deutschen Statthalterei, investiert. Sie war zuletzt Großoffizier des Ordens.